# Rombas
Rombas é uma comuna francesa na região administrativa de Grande Leste, no departamento de Mosela. Estende-se por uma área de 11,69 km², com 10 743 habitantes, segundo os censos de 1999, com uma densidade de 918 hab/km².